# 歐瑟萬扎聖殿

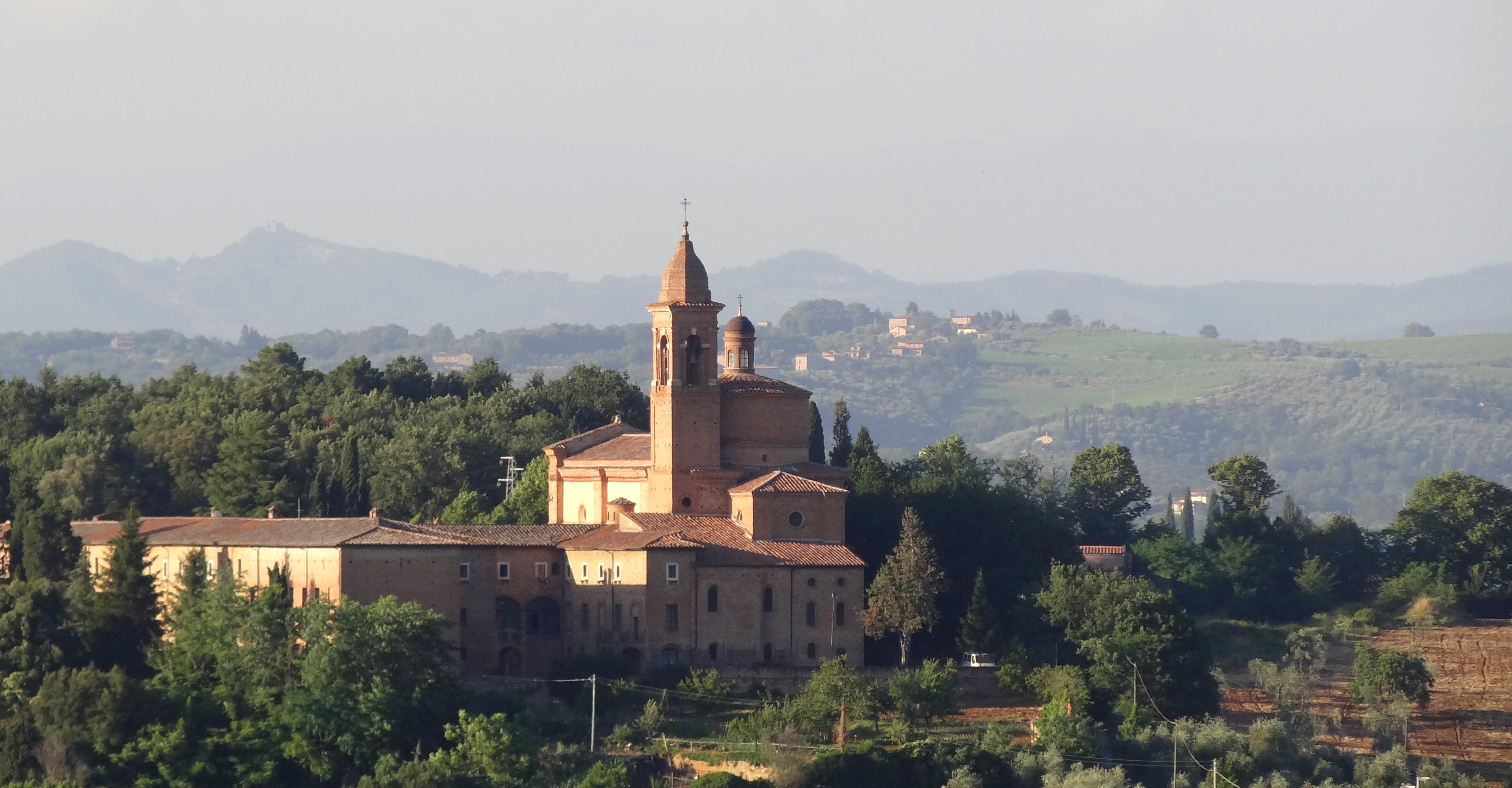

歐瑟萬扎聖殿（Basilica dell'Osservanza）是義大利托斯卡納大區城市錫耶納的一座教堂建築。教堂的外觀是文藝復興式風格。

## 历史
這座教堂自1420年開始修建，奉獻於1451年，並在1490年時竣工。
1554年，教堂在戰爭中被破壞，但後來得到重建。
二戰期間，該教堂在1944年的一場空襲中幾乎被毀。
但戰後通過照片和證據得到重建。
43°20′00″N 11°20′21″E / 43.3333°N 11.3393°E